# Isla Doble
La isla Doble (en inglés: Double Island) es una de las islas Malvinas. Se encuentra en la costa oeste de la isla Gran Malvina, sobre la bahía San Julián, al suroeste de la isla Fox.